# Arthur Nikisch
Arthur Nikisch (hongarès: Nikisch Artúr)  (Mosonszentmiklós, Lébény, Mosonmagyaróvár, Bučovice i Liptovský Mikuláš, 12 d'octubre de 1855 - Leipzig, 23 de gener de 1922) fou un director d'orquestra hongarès que va treballar sobretot a Alemanya. És considerat com un intèrpret extraordinari de la música de Bruckner, Txaikovski, Beethoven i Liszt. Va dirigir l'Orquestra Filharmònica de Berlín entre 1895 i 1922.

## Biografia
Nikisch va néixer el 12 d'octubre de 1855 a Lébényi Szentmiklós, Hongria, sent el seu pare magiar i la seva mare de Moràvia. Nikisch va estudiar al Conservatori de Viena, on va guanyar premis de composició i com a intèrpret de violí i piano. Tanmateix, aconseguiria la major part de la seva fama com a director. El 1877 va començar a dirigir a Leipzig, on va ser nomenat director principal de l'Òpera de Leipzig el 1879. Ensems donava classes de direcció i cant, en aquell Conservatori, en el qual va tenir alumnes molt avantatjats que més tard serien també compositors, directors d'orquestra i cantants.
En l'Òpera hi va oferir l'estrena de la Simfonia núm. 7 de Bruckner el 1884.
Posteriorment van ser director de l'Orquestra Simfònica de Boston --en aquest càrrec tenia com a segon, el violinista hongarès en Franz Kneisel-- i després, el 1895, va succeir Carl Reinecke com a director de l'Orquestra de la Gewandhaus de Leipzig. El mateix any va ser nomenat director principal de l'Orquestra Filharmònica de Berlín, i va mantenir ambdós càrrecs fins a la seva mort.
Va ser un pioner. El 1912 va portar l'Orquestra Simfònica de Londres als Estats Units, i era la primera vegada per a una orquestra europea. El 1913, va fer el primer enregistrament comercial d'una simfonia completa, la simfonia núm. 5 de Beethoven, amb la Filharmònica de Berlín.
Va morir a Leipzig el 23 de gener de 1922, i va ser enterrat allà mateix. Immediatament després de la seva mort, la plaça en la qual va viure va ser rebatejada Nikischplatz, i el 1971 la ciutat va instaurar el Premi Arthur Nikisch per a joves directors.

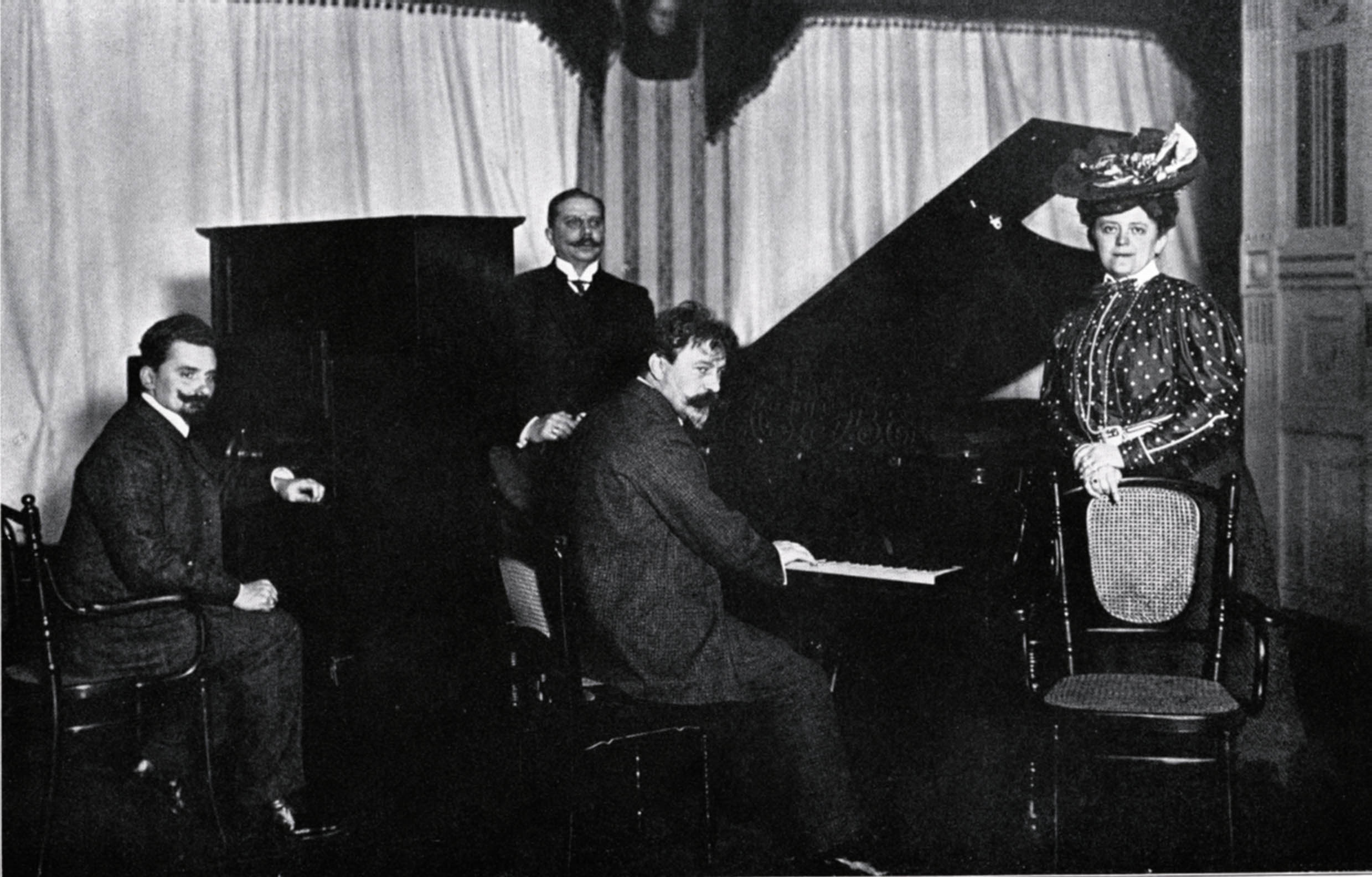
Arthur Nikisch enregistrant el 19 de febrer de 1906 en l'estudi de Leipzig de Welte-Mignon amb la seva dona.

El seu llegat és com un dels fundadors de la direcció moderna, amb una profunda anàlisi de la partitura, un pols senzill, i un carisma que li va permetre oferir la sonoritat completa de l'orquestra i sondejar els abismes de la música. L'estil de direcció de Nikisch va ser molt admirat per Leopold Stokowski, Arturo Toscanini, Sir Adrian Boult, Renzzo Bossi, Celestino Piaggio, el qual va ser alumne seu, i Fritz Reiner, entre d'altres. Reiner va dir de Nikisch:
| « | «Va ser ell qui em va dir que no havia d'ondular els braços en dirigir, i que havia de fer servir els ulls per donar instruccions» | » |

.

## Alumnes de Nikisch
- Peder Gram,[3]
- Walter Pfitzner,[4]
- Elena Gerhardt[5]
- Maria Olszewska,[6]
- Václav Talich,[7]
- Konstantín Saradíev,[8]
- Julián Carrillo Trujillo,
- Carlos Alberto Olivares,
- Henryk Opienski,[9]
- Alexander von Fielitz,[10]
- Mateusz Glinski,[11]
- Carl Adolf Martienssen,
- Michel Gusikoff,[12]
- i el seu alumne preferit, l'estatunidenc Louis Persinger.

## Audicions
- Arthur Nikisch enregistra les danses hongareses de Brahms per a la casa Welte-Mignon el 9 de febrer de 1906:
  -  Dansa hongaresa núm. 5 (3057 kB) (?·pàg.)
  -  Dansa hongaresa núm. 6 (2423 kB) (?·pàg.)